# آتاری کورپوریشن
آتاری کورپوریشن (انگلیسی: Atari Corporation) شرکت بازی ویدئویی آمریکایی بود، که در سال ۱۹۸۴ توسط جک ترامیل تأسیس شد.